# Gloucester
Gloucester [´ɡlɒstə] is een district met de officiële titel van city in het Engelse shire-graafschap (non-metropolitan county OF county) Gloucestershire, dicht bij de grens met Wales. Het is gelegen aan de oostelijke oever van de Severn. Het is beschut door de Cotswolds in het oosten, de Forest of Dean in het westen en de Malvern Hills in het noorden.
Gloucester is qua groottede de 53e agglomeratie in het Verenigd Koninkrijk qua bevolking met 129.000 inwoners. De oppervlakte bedraagt 41 km². Van de bevolking is 15 procent ouder dan 65 jaar. De werkloosheid bedraagt 3,4 procent van de beroepsbevolking. (cijfers volkstelling 2001).
Economisch gezien wordt de stad gedomineerd door dienstverlenende bedrijven, en heeft het een sterke financiële en zakelijke sector. Het is de thuisbasis van de bank Cheltenham & Gloucester en was historisch prominent in de lucht- en ruimtevaartindustrie.

## Geschiedenis
Gloucester werd in 48 door de Romeinen gesticht en werd toen Glevum genoemd. Het verkreeg haar eerste charter in 1155 van koning Hendrik II. Gloucester was een versterkte stad in de Welsh Marches, de grensstreek met Wales.

## Civil parishesin district Gloucester
- Quedgeley

## Gloucester Docks

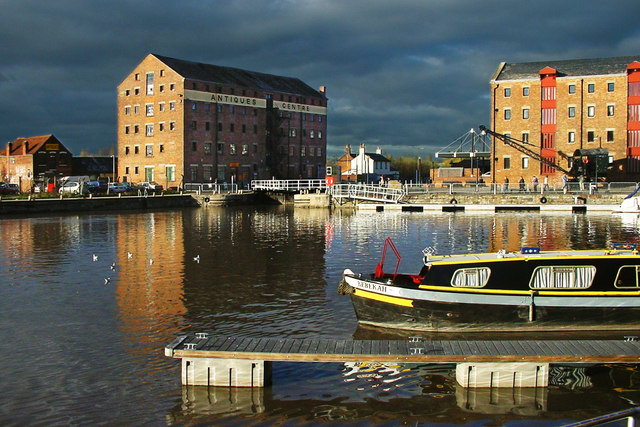
De haven van Gloucester

De haven van Gloucester is verbonden met het estuarium van de Severn door het Gloucester and Sharpness Canal. Daardoor kunnen grote schepen de haven bereiken. De werven, magazijnen en de dokken raakten in verval tot hun renovatie in de jaren 1980. Ze vormen nu een openbare ruimte.
Sommige magazijnen herbergen nu het National Waterways Museum, anderen werden omgebouwd tot woonappartementen, winkels en bars. Het museum van de Soldiers of Gloucestershire is in het douanegebouw.
In de haven bevindt zich de meest landinwaarts gelegen reddingsboot van de Royal National Lifeboat Institution (RNLI).

## Bezienswaardigheden
- Kathedraal van Gloucester
- Priorij van Sint-Oswald

## Sport
Gloucester was zowel speelstad bij het WK rugby in 1991 als bij de editie van 2015. Beide keren werden er wedstrijden gespeeld in het Kingsholm Stadium.

## Zustersteden
- Gouda (Nederland)
- Metz (Frankrijk)
- Trier (Duitsland)
- Saint Ann's Bay (Jamaica)

## Bekende inwoners van Gloucester

### Geboren
- George Whitefield (1714-1770), predikant en evangelist en een van de leiders van de methodistische beweging
- James Packer (1926-2020), Brits-Canadees theoloog
- Janet Royall (1955), politica
- Tina May (1961-2022), jazzzangeres
- Simon Pegg (1970), acteur, komiek, schrijver, filmproducent en regisseur
- Nathan Sykes (1993), singer-songwriter
- Tyler Roberts (1999), voetballer

### Overleden
- Æthelstan van Engeland (893/894-939), koning der Angelsaksen (924-927) en koning van Engeland (927-939)
- Edwy (941-959), koning van Engeland (955-959)